# نادي شباب الضبعة
نادى شباب الضبعة هو أحد أندية كرة القدم المصرية ومقره في الضبعة في مرسى مطروح يلعب في الدوري المصري القسم الثالث.